# Monte Alegre de Sergipe
Monte Alegre de Sergipe is een gemeente in de Braziliaanse deelstaat Sergipe. De gemeente telt 13.817 inwoners (schatting 2009).